# 華廷錫
華廷錫（？—？），清朝官員。

## 生平
1885年，華廷錫前往台灣擔任台灣府埔里社撫民通判。該職務實為防堵「生番」攻擊漢人，也就是處理台灣原住民事務之主要官員。同年，他因為無法遏止生番出草殺人遭清朝政府革職。